# 乌戈·孔特
乌戈·孔特（西班牙語：Hugo Conte，1963年4月14日—），阿根廷男子排球运动员。他曾代表阿根廷参加1984年、1988年和2000年夏季奥林匹克运动会排球比赛，其中1988年奥运会获得一枚铜牌。

## 家庭
儿子法昆多·孔特。